# Tacrolimus
Tacrolimus (ook wel FK506) is een immunosuppressief geneesmiddel. Het remt de vorming van T-cellen, de activering van lymfocyten en de productie van cytokines. Het remt calcineurine. Het middel wordt in verschillende vormen op de markt gebracht.
- Bij orgaantransplantaties

Capsules bevatten 0,5 mg 1 mg of 5 mg tacrolimus, die tweemaal per dag moeten worden ingenomen. Een nieuwe variant (april 2007), Advagraf, hoeft slechts eenmaal per dag te worden geslikt.
- In de dermatologie

De zalf is er in 2 concentraties: 0,03% en 0,1%, waarbij de eerste bedoeld is voor kinderen.

## Toepassing
Bij orgaantransplantaties wordt het gebruikt als alternatief voor ciclosporine. Tacrolimus veroorzaakt minder vaak hoge bloeddruk, verhoging van het cholesterol en tandvleesproblemen. Daartegenover staat dat het wel relatief vaker diabetes en diarree veroorzaakt.
In de dermatologie is het alleen geregistreerd voor gebruik bij atopisch eczeem, maar wordt ook bij andere huidaandoeningen nog weleens geprobeerd als alternatief voor dermatocorticosteroiden.

## Bijwerkingen
Immunosuppressiva, waaronder tacrolimus verhogen het risico op het ontwikkelen van kanker. Het gaat dan met name om huidkanker en lymfomen.
De FDA en EMA (instanties die zich bezighouden met de veiligheid van geneesmiddelen) hebben een veiligheidswaarschuwing afgegeven in verband met een mogelijk verhoogd risico op het ontwikkelen van kanker:
- In theorie kan tacrolimus het ontstaan van kanker bevorderen
- In 19 gevallen is het gebruik van tacrolimus in verband gebracht met kanker, ten opzichte van wereldwijd meer dan 5,4 miljoen voorgeschreven recepten.

Het Nederlands Bijwerkingen Centrum concludeert dat artsen en apothekers zich op de hoogte dienen te stellen van deze mogelijke risico's. Harde uitspraken over het kankerrisico doet men niet. Echter uit 2007 onderzoek blijkt dit toegenomen risico niet.

### Bij gebruik in de dermatologie
Zalf: een branderig gevoel of jeuk na aanbrengen, deze klachten verminderen naarmate het eczeem minder wordt. Aanvankelijk hield men rekening met een verhoogde vatbaarheid voor infecties. Echter, uit studies blijkt dat het infectierisico niet toeneemt.

### Bij orgaantransplantatie
- beschadiging van de nieren
- verhoging van het cholesterol
- verhoging van de bloeddruk
- diarree
- infecties